# Bahnhof Menzelen West
Der Bahnhof Menzelen West war ein Bahnhof im Ortsteil Menzelen der nordrhein-westfälischen Gemeinde Alpen. Die Betriebsstelle ging am 31. Dezember 1874 als Bahnhof Menzelen an der Venloer Bahn (Haltern – Venlo) in Betrieb. 1904 folgten der Haltepunkt Menzelen West an der Niederrheinstrecke (Rheinhausen – Kleve) und eine Verbindungskurve zwischen beiden Strecken. 1908 wurde der tiefer gelegene Bahnhof der Venloer Bahn bis zur Kreuzungsstelle verlegt, wodurch der Turmbahnhof Menzelen West geschaffen war.
Der untere Bahnhof wurde 1960 für den Personenverkehr aufgelassen und diente seither als reiner Betriebsbahnhof für den verbliebenen Teil der Venloer Bahn zum Salzbergwerk Borth. Im oberen Teil hielten die Züge bis 1979.

## Lage und Aufbau
Der Personenbahnhof lag am Kreuzungspunkt der VzG-Strecken 2003 ([Haltern – Wesel –] Büderich – Venlo) und 2330 (Rheinhausen – Moers – Xanten – Kleve), südwestlich des Menzelener Ortsteils Menzelen-West, der ehemaligen Kolonie Menzelenerheide.
Der untere Bahnhofsteil lag an der Venloer Bahn und erstreckte sich von der Überführung der Niederrheinstrecke bis zum Bahnübergang der Bundesstraße 57 am Ostkopf. Die beiden Bahnsteige lagen unmittelbar östlich der Kreuzungsstelle, daran schlossen sich östlich die Gleise des Güterbahnhofs an. Der obere Bahnhof umfasste zwei Bahnsteige nördlich der Kreuzungsstelle. Das Empfangsgebäude des Turmbahnhofs lag nördlich der Bahnsteige des Tiefbahnhofs, das erste Empfangsgebäude von 1874 befand sich etwas abseits der Bundesstraße und war über eine Straße mit dieser verbunden.
Die Verbindungskurve traf von Alpen aus kommend etwa mittig des unteren Bahnhofs auf die Venloer Bahn. Sie ist als VzG-Strecke 2517 nach wie vor in Betrieb. Die Strecke ist zwischen Menzelen West und dem Endpunkt Büderich identisch mit der ehemaligen VzG-Strecke 2003.

## Geschichte

Empfangsgebäude des Cöln-Mindener Bahnhofs in Menzelen. Nach 1908 wurden in diesem Gebäude Dienstwohnungen eingerichtet.

Der erste Bahnhof Menzelen ging gleichzeitig mit dem Abschnitt Wesel – Venlo am 31. Dezember 1874 in Betrieb. Eigentümer und Betreiber der Strecke war die Cöln-Mindener Eisenbahn-Gesellschaft, ab 1884 der preußische Staat. Die Gleisanlage umfasste neben dem durchgehenden Hauptgleis ein Kreuzungsgleis sowie zwei Gütergleise. Das Empfangsgebäude glich im Aufbau dem des Bahnhofs Issum. Der zweigeschossige Klinkerbau hatte eine Grundfläche von 297 Quadratmetern, daran angeschlossen war die Güterabfertigung mit einer Grundfläche von 92 Quadratmetern.
Am 15. August 1904 nahmen die preußischen Staatseisenbahnen die Nebenbahn von Moers über Xanten nach Kleve in Betrieb. Für den lokalen Verkehr ließ die Königliche Eisenbahn-Direction Cöln einen unbefestigten Haltepunkt westlich der Kolonie Menzelenerheide errichten. Der Übergang zum Cöln-Mindener Bahnhof erfolgte über einen etwa 800 Meter langen unbefestigten und nicht beleuchteten Feldweg. Für den Güterverkehr ließ die KED Cöln auf Kosten der Solvay-Werke eine etwa zwei Kilometer lange Verbindungskurve zwischen beiden Strecken errichten.
Obwohl die Fahrpläne nicht aufeinander abgestimmt waren, entwickelte sich zwischen den beiden Stationen ein reger Umsteigeverkehr. Da sich die Klagen über den schlechten Zustand des Verbindungsweges häuften, entschloss sich die KED Cöln im Jahr 1907 zum Neubau der Anlage. Der untere Bahnhof wurde hierzu um etwa 350 Meter nach Westen verlängert. Die Bahnsteige wurden am durchgehenden Hauptgleis 1 und am bisherigen Ausziehgleis 2 west, das zum Kreuzungs- und Überholgleis ausgebaut wurde, angelegt. Parallel dazu entstand ein drittes Gleis (Gleis 3 west) als neues Ausziehgleis. Die bestehenden Bahnanlagen dienten weiterhin dem Güterverkehr, im alten Empfangsgebäude wurden Dienstwohnungen eingerichtet.

Empfangsgebäude Menzelen West, um 1910

Innenansicht Stellwerk Mw, um 1910

Das neue Empfangsgebäude entstand nördlich der Bahnsteige des Tiefbahnhofs. Der zweieinhalbgeschossige Bau war im unteren Bereich verklinkert und darüber verputzt. Im Erdgeschoss befanden sich die Wartesäle der 1. und 2. sowie der 3. und 4. Klasse mit einer Gesamtfläche von 81,3 Quadratmetern, beide Räume verfügten über je eine Schanktheke. Hinzu kam die Fahrkartenausgabe auf einer Grundfläche von 12,1 Quadratmetern. Im Obergeschoss befanden sich die Wohnungen des Bahnhofsvorstehers und des Bahnhofswirts. Der Zugang zu den unteren Bahnsteigen war ebenerdig, zum oberen Bahnsteig führte ein überdachter Treppenaufgang. Für Gepäck und Expressgut stand zudem ein Lastenaufzug zur Verfügung.
Da sich für die Menzelener Bevölkerung der Weg zum Bahnhof um gut einen Kilometer auf knapp drei Kilometer verlängert hätte, beschloss die KED Cöln zusätzlich den Bau eines Haltepunkts Menzelen Ost. Dieser lag unmittelbar südlich der Ortsgrenze von Menzelen. Der Haltepunkt ging zusammen mit dem neu errichteten Turmbahnhof am 1. November 1908 in Betrieb. Es wird ebenfalls angenommen, dass die Stellwerke Mw und Mo im besagten Zeitraum zwischen 1904 und 1908 in Betrieb gingen. Der Haltepunkt an der Xantener Bahn blieb von den Baumaßnahmen zunächst unberührt. Später erfolgte hier die Anlage eines zweiten Bahnsteiggleises zum Kreuzen.
Ab 1911 kamen Pläne auf, die Verbindungskurve als Bestandteil einer strategischen Bahn von Wesel in Richtung Mosel zweigleisig auszubauen. Das Vorhaben wurde bis Anfang der 1920er Jahre verfolgt, musste aber dann auf Grund der Bedingungen des Versailler Vertrags fallengelassen werden.
Während des Zweiten Weltkrieges kam es auf dem Bahnhofsgelände zu größeren Schäden. Das Empfangsgebäude des alten Cöln-Mindener Bahnhofs wurde so stark in Mitleidenschaft gezogen, dass lediglich ein Teil des Gebäudes wiederaufgebaut wurde. Da der nördliche Abschnitt der Niederrheinstrecke und der westliche Abschnitt der Venloer Bahn mit der voranschreitenden Front unpassierbar waren, befuhren die ersten Personenzüge nach 1945 den Laufweg Krefeld – Moers – Menzelen West – Büderich. An der Verbindungskurve wurde hierfür in Höhe des Personenbahnhofs Tief ein provisorischer Bahnsteig errichtet. Der Verkehr wurde bis zur Wiederinbetriebnahme der Klever Strecke am 3. Oktober 1948 aufrechterhalten.
Die Deutsche Bundesbahn stellte den Personenverkehr auf dem linksrheinischen Abschnitt der Venloer Bahn am 29. Mai 1960 ein, ebenso den Güterverkehr zwischen Menzelen West und dem westlichen Nachbarbahnhof Bönninghardt. Die Stellwerke Mw und Mo ließ die Bundesbahn schließen, der Bahnübergang an der B 57 wurde fortan vom Zugpersonal gesichert. Im April 1965 zog der letzte Bahnhofswirt aus dem Empfangsgebäude aus. In den 1950er Jahren diente es noch als Vereinslokal des Bürgerschützenvereins Menzelenerheide. Der Bau wurde schließlich im Frühjahr 1970 abgerissen. Der obere Bahnsteig wurde auch weiterhin von Reisezügen angefahren. Die abseitige Lage des Halts und der Wegfall des Umsteigerverkehrs ließen jedoch die Fahrgastzahlen drastisch reduzieren. Die Bundesbahn schränkte daraufhin die Zahl der haltenden Züge zunächst ein und gab den Halt zum Sommerfahrplan 1979 gänzlich auf.
Die Hochbauten des Bahnhofs waren bis 2014 fast vollständig entfernt worden. Die Züge in Richtung Xanten durchfahren den zuletzt zum Haltepunkt zurückgebauten oberen Bahnsteig ohne Halt. Der untere Bahnhof war über die Verbindungskurve noch an das Netz angeschlossen, die Strecke wurde bis etwa 2018 bis zur Anschlussstelle Büderich betriebsfähig gehalten. Der Bahnhof wurde bis auf ein Kreuzungsgleis zurückgebaut, die Weichen wurden nach der Schließung der Stellwerke auf Ortsbetrieb umgestellt. Am 14. Mai 2019 genehmigte das Eisenbahn-Bundesamt die Stilllegung des Abschnittes.

## Verkehr
Der Bahnhof wurde nach seiner Eröffnung täglich zunächst von vier Personenzugpaaren bedient. Hinzu kamen zwei Güterzüge. Der Güterumschlag umfasste neben landwirtschaftlichen Erzeugnissen der Region auch die Verladung von Bau- und Grubenholz aus der nahe gelegenen Bönninghardt. In den ersten vier Jahren verzeichnete der Bahnhof ein erhöhtes Frachtaufkommen, was auf die Lage an der Chaussee nach Xanten (heutige B 57) zurückzuführen ist. Mit der Inbetriebnahme der Boxteler Bahn im Jahr 1878 wanderte der Verkehr auf diese Strecke ab.
Das Fahrplanangebot wurde bis zu Beginn des Ersten Weltkrieges auf sechs Personenzugpaare ausgeweitet. Hinzu kamen zehn Zugpaare auf der Niederrheinstrecke. Nach Kriegsbeginn wurden einzelne Zugpaare wieder gestrichen. Nach der Unterzeichnung des Waffenstillstandes von Compiègne besetzte belgisches und französisches Militär das linksrheinische Gebiet. Da der Rheinübergang bei Wesel als auch der Gelderner Bahnhof besetzt waren, bot allein der Bahnhof Menzelen West eine Umsteigemöglichkeit von der Venloer Bahn in Richtung Ruhrgebiet.
Der Sommerfahrplan von 1939 verzeichnet für die Venloer Bahn neun Zugpaare und 13 Zugpaare auf der Niederrheinstrecke. Der Güterverkehr fiel mit nach wie vor zwei Nahgüterzugpaare etwa im gleichen Umfang wie bisher aus.
Die Zerstörungen der Venloer Bahn westlich von Menzelen West und der Niederrheinstrecke bei Xanten zwangen die Reichsbahn zu ungewöhnlichen Zugläufen. Zwischen 1945 und 1948 verkehrten drei Personenzugpaare von Büderich über Menzelen West und Moers weiter nach Krefeld. Ab 1946 fuhren zudem wieder Züge von Büderich nach Geldern. Der Verkehr zwischen Büderich und Wesel wurde auf Grund der Sprengung der Rheinbrücke nicht wieder aufgenommen. Die Verbindung zwischen Menzelen West und Xanten stand ab dem 3. Oktober 1948 wieder zur Verfügung.
In den 1950er Jahren war das Zugangebot vergleichsweise dicht. Auf dem verbliebenen Abschnitt der Venloer Bahn verkehrten täglich etwa zehn Personenzugpaare, von denen einige aus Geldern in Menzelen West endeten. Vereinzelt bestanden nun direkte Anschlüsse zu den Zügen nach Xanten und Moers. Die Auslastung der Züge entsprach jedoch nicht dem Angebot, so dass die Bundesbahn das Angebot Ende der 1950er Jahre auf ein einzelnes Zugpaar reduzierte. Die übrigen Verbindungen stellte sie über Bahnbusse sicher. Die Reduktion mündete in die Einstellung des Personenverkehrs im unteren Bahnhof am 29. Mai 1960. Der obere Bahnsteig wurde bis zum Sommer 1979 noch bedient.
Der Güterverkehr der Nachkriegszeit hielt sich weiterhin in Grenzen. Der Nahgüterzug aus Geldern sammelte die Wagen bis Menzelen West ein, von wo aus die Übergabe zur Niederrheinstrecke erfolgte. Nach 1960 bedienten täglich zwei Übergabezüge aus Moers die Bahnhöfe Menzelen West und Büderich. Den Hauptanteil des Güteraufkommens machte das Salzbergwerk Borth bei Büderich aus. Bis nach 2010 fuhren noch vereinzelt Salzzüge über die verbliebene Strecke.